# Boandlkramer
Boandlkramer, auch Boanlkramer oder einfach nur Boandl oder Boanl, ist eine alte bairische euphemistische und allegorische Bezeichnung (Personifikation) für den Tod. 

## Der „bayerische Tod“
„Boandlkramer“ setzt sich zusammen aus den Begriffen Boandl für Gebeine oder Knochen und Krämer für einen Händler, der in geringem Umfang kauft und verkauft und im Land von Haus zu Haus zieht. Demzufolge ist „Boandlkramer“ auch eine recht respektlose und abwertende Berufsbezeichnung, denn ein Händler, der mit Knochen – wenig wertvollen Gütern – handelt, kann gewiss nichts Besonderes sein. Dies ergibt sich nicht zuletzt auch aus der Tatsache, dass der Tod für die Jäger und Wilderer wenig Dämonie und Majestät hatte. Er gehörte dazu, man machte nicht viel Aufhebens um ihn.
Der Schriftsteller Alfons Schweiggert bezeichnet den Boandlkramer als „armseligen Herrgottsknecht“, der nur Befehle auszuführen hat und mit dem leicht ins Handeln zu kommen sei. Dabei wäre der Tod, der auch spöttisch als „abdrahta Schlankl“ bezeichnet wird, leicht zu überlisten. Dies mache laut Schweiggert den Boandlkramer in Bayern in gewisser Hinsicht sympathisch, was einen unverkrampfteren Umgang mit dem Tod begründet. So wird ein Raucherhusten auch mal ungeniert als „Friedhofsjodler“ bezeichnet und alte Menschen äußern ironisch, sie habe „der Boandlkramer vergessen“.
Sollte er dennoch einmal erscheinen, staune ein Bayer zwar, würde jedoch nicht erschrecken, auch weil der Boandlkramer selbst, „bleich und leidend wie ein Armenhäusler aussehend, hohläugig und mit eingefallenen Wangen“, den seine Aufgabe sichtlich unangenehm berührt, zuweilen Mitleid verursacht. Der Boandlkramer trete nicht einfach ein und würde herrisch erscheinen, sondern vielmehr devot anklopfen und Entschuldigungen nuscheln, sowie den Grund seines Erscheinens unschuldig beteuern. Er lädt freundlich zur Mitfahrt ins Jenseits ein, weshalb es heißt, „der Boandlkramer holt einen Bayern nicht ab, ein Bayer lässt sich herab, mit ihm zu gehen, wenn er soweit ist, dass er will“.

## In der Literatur
In Franz von Kobells Kurzgeschichte Die G'schicht' von' Brandner Kasper (1871) und dem daraus entstandenen Roman und Bühnenstück Der Brandner Kaspar und das ewig’ Leben von Kurt Wilhelm (Spielzeit 1974/1975 – Residenztheater München) taucht der Boanlkramer (in dieser Schreibweise) als kauzige, bisweilen sogar hilflos-liebenswerte Gestalt auf.
Er kommt, wie im bäuerlichen Leben die Viehhändler, Hochzeitslader und Schmuser, in die Bauernstube, um Geschäfte zu machen. Und ein gutes Geschäft macht der Brandner Kaspar letztlich auch mit ihm. Der bayerische Volksschauspieler Toni Berger fand in der Rolle des Boanlkramers seine Paraderolle, in der er weit über 1000-mal auf der Bühne stand. Von der ursprünglichen Theaterinszenierung gibt es auch eine Fernsehfassung des bayerischen Rundfunks (Erstausstrahlung 24. Dezember 1975) mit Berger in ebendieser Rolle.
Seit 2005 spielt der Schauspieler Maximilian Brückner im Münchner Volkstheater den Boanlkramer im Brandner Kaspar. In einer im Herbst 2008 in die Kinos gekommenen (Neu)-Verfilmung des Stoffes Die Geschichte vom Brandner Kaspar von Joseph Vilsmaier verkörpert Michael Herbig den Boanlkramer. Diese Verfilmung orientiert sich jedoch nicht vollständig am Original von Franz von Kobell, sondern eher am Bühnenstück.
Im Jahr 2021 erschien der Film Der Boandlkramer und die ewige Liebe.